# Летканті
Летканті (груз. ლეთკანთი) — село в Грузії.
За даними перепису населення 2014 року в селі проживає 252 особи.